# Sebastian Schönberger
Sebastian Schönberger is een Oostenrijkse voormalig wielrenner. In 2013 nam hij met zijn ploeg RC Gourmetfein Wels deel aan het
wereldkampioenschap ploegentijdrit, waarbij het team als 32e eindigde. Hij rondde zijn carrière af in 2024 nadat zijn ploeg Team Felt Felbermayr op hield te bestaan.

## Overwinningen
2023
Puntenklassement O Gran Camiño
Bergklassement Ronde van Hongarije

## Resultaten in voornaamste wedstrijden
| Jaar | Ronde van Italië | Ronde van Frankrijk | Ronde van Spanje |
| ---- | ---------------- | ------------------- | ---------------- |
| 2018 |                  |                     |                  |
| 2019 |                  |                     |                  |
| 2020 |                  |                     |                  |
| 2021 |                  |                     |                  |
| 2022 |                  | 34e                 |                  |
| 2023 |                  |                     |                  |
| 2024 |                  |                     |                  |

| Jaar | Milaan-San Remo | Gent-Wevelgem | Ronde van Lombardije |  | WK op de weg |  | Wereldranglijsten |
| ---- | --------------- | ------------- | -------------------- |  | ------------ |  | ----------------- |
| 2018 |                 |               | 58e                  |  |              |  | 883e (UWT)        |
| 2019 | 137e            |               | 66e                  |  |              |  | 613e (UWR)        |
| 2020 |                 |               |                      |  | 54e          |  |                   |
| 2021 |                 |               |                      |  | 28e          |  |                   |
| 2022 |                 |               |                      |  | 40e          |  |                   |
| 2023 |                 | opgave        |                      |  | 38e          |  |                   |
| 2024 |                 |               |                      |  | 76e          |  |                   |

## Ploegen
- 2013 –  RC Gourmetfein Wels
- 2014 –  Team Gourmetfein Simplon Wels
- 2015 –  Tirol Cycling Team
- 2016 –  Tirol Cycling Team
- 2017 –  Tirol Cycling Team
- 2018 –  Team Hrinkow Advarics Cycleang (tot en met 31 mei)
- 2018 –  Wilier Triestina-Selle Italia (vanaf 1 juni)
- 2019 –  Neri Sottoli-Selle Italia-KTM
- 2020 –  B&B Hotels-Vital Concept p/b KTM
- 2021 –  B&B Hotels p/b KTM
- 2022 –  B&B Hotels-KTM
- 2023 –  Human Powered Health
- 2024 –  Team Felt Felbermayr

Barbier · Barthe · Boileau · Bonnamour · Chevalier · Debusschere · Ferasse · Gautier · Gougeard · Heidemann · Hivert · Jauregui · Koretzky · Lagrée · Laurance · Lecroq · Lemoine · Lietaer · Morice · Mozzato · Parisella · Rolland · Schönberger · Warlop · Dauphin (stagiair) · Mahoudo (stagiair) · Rouland (stagiair)
Aasvold · Aniołkowski · Banaszek · Bassett · Chrétien · Coté · de Vos · Double · Gibson · Greenberg · Haga · Hecht · Jensen · Joyce · Krul · Lemmen · McGill · Peák · Perry · Schönberger · Svestad-Bårdseng · Van Hoecke · Weemaes